# 彼德拉羅哈 (坎金圖區)
彼德拉羅哈（西班牙語：Piedra Roja），是巴拿馬的城鎮，位於該國西北部，由恩戈貝-布格雷特區的坎金圖區負責管轄，面積164.2平方公里，海拔高度1,532米，2010年人口3,035，人口密度每平方公里18.5人。